# Yaskawa Electric Corporation
Yaskawa (nome completo Yaskawa Electric Corporation) è una multinazionale nipponica specializzata nel settore dei motori elettrici e degli azionamenti, dei prodotti per l'automazione industriale, della meccatronica e dei robot, quest'ultimo coperto con la divisione Motoman.
Dall'aprile 2003 ha collaborato con Omron per la commercializzazione di inverter, servoazionamenti e prodotti motion control nel mercato Europeo. La joint venture Omron-Yaskawa è terminata nell'ottobre 2009.